# Minna Haapkylä
Minna-Maria Erika Haapkylä (*10. června 1973, Helsinky) je finská herečka. Hrála v několika finských filmech a seriálech a vystupovala v různých divadlech, např. ve Finském národním divadle, Švédském divadle, Lilla Teatern, aj.
Během své kariéry obdržela dvě ceny Jussi, a to v roce 1999 za nejlepší herečku ve vedlejší roli ve filmu Rakkaudella, Maire a v roce 2009 za nejlepší herečku v hlavní roli ve filmu Kuulustelu.

## Život
Vystudovala Helsinskou francouzsko-finskou školu. Poté studovala v letech 1993–1997 Helsinskou divadelní akademii a v letech 1994–1996 konzervatoř v Paříži (Conservatoire National Supérieur d'Art Dramatique). V mládí hrála na baskytaru ve skupině Tarharyhmä. Jejím manželem je finský herec Hannu-Pekka Björkman, se kterým má dva syny: Eliela (nar. 2004) a Lukase (nar. 2008).

## Filmografie
- Rakkaudella, Maire
- Kuutamolla
- Perly a svině (Helmiä ja sikoja)
- Výrobna dospělých (Lapsia ja aikuisia)
- FC Venus
- Selon Charlie
- Legenda o Vánocích (Joulutarina)
- Raja 1918
- Erottamattomat
- Kuulustelu
- Na druhé straně (Sovinto)
- Vares – Uhkapelimerkki